# Ceyzériat
Ceyzériat je francouzská obec v departementu Ain v regionu Auvergne-Rhône-Alpes. V roce 2011 zde žilo 2 939 obyvatel. Je centrem kantonu Ceyzériat.

## Sousední obce
Jasseron, Montagnat, Ramasse, Revonnas, Saint-Just

## Vývoj počtu obyvatel
Počet obyvatel